# Krei
Krei är en by i Estland. Den ligger i Kose kommun och i landskapet Harjumaa, 30 km sydost om huvudstaden Tallinn. Antalet invånare var 138 år 2011.
Krei ligger 53 meter över havet och terrängen runt byn är mycket platt. Runt Krei är det glesbefolkat, med 14 invånare per kvadratkilometer. Krei ligger mellan småköpingarna (estniska: alevik) Kose i sydöst och Kose-Uuemõisa i nordväst. Omgivningarna runt Krei är en mosaik av jordbruksmark och naturlig växtlighet. Floden Pirita jõgi rinner igenom byn.